# Lulach skót király
Lulach mac Gille Coemgáin (mai gael nyelven: Lughlagh mac Gille Chomghain,), (1032 – 1058. március 17.) angolul és magyarul egyszerűen Lulach, gúnynevein Tairbith („Szerencsétlen”) és Fatuus („Együgyű”), 1057. augusztus 15-től 1058. március 17-én bekövetkezett haláláig Skócia királya volt. 
Valószínűleg gyengekezű uralkodó volt, gúnyneveiből is erre következtethetünk. Mégis ő volt az első skót király, akiről koronázásának körülményei is fennmaradtak. 1057 augusztusában, Scone-ban koronázták meg.
Lulach Gruochnak, III. Kenneth király unokájának első házasságából származó fia volt. Apja Gille Coemgáin, Moray elöljárója. Halála után az özvegyet Macbeth (Mac Bethad mac Findlaích) vette feleségül, aki így Lulach mostohaapja lett. Miután Macbeth 1057-ben csatában elhunyt, Lulach került a trónra. Csak néhány hónapig uralkodott, mivel III. Malcolm (Máel Coluim mac Donnchada), röviddel megkoronázása után megölte.
Lulach fia, Máel Snechtai, Moray elöljárója volt, és ugyanezt a pozíciót töltötte be később lányának fia, Óengus of Moray is. 
Úgy tartják, hogy Iona szigetén temették el, a kolostorban, vagy annak közelében. Sírjának pontos helye ismeretlen.

## Fordítás
- Ez a szócikk részben vagy egészben  a   Lulach of Scotland című angol Wikipédia-szócikk ezen változatának fordításán alapul.  Az eredeti cikk szerkesztőit annak laptörténete sorolja fel. Ez a jelzés csupán a megfogalmazás eredetét és a szerzői jogokat jelzi, nem szolgál a cikkben szereplő információk forrásmegjelöléseként.

| Előző uralkodó: Macbeth | Skócia uralkodója 1057–1058 | Következő uralkodó: III. Malcolm |